# Saint-Christophe-le-Chaudry

Saint-Christophe-le-Chaudry este o comună în departamentul Cher, Franța. În 1 ianuarie 2022 avea o populație de 94 de locuitori.